# Val-Fouzon
Val-Fouzon – gmina we Francji, w Regionie Centralnym, w departamencie Indre. W 2013 roku liczba ludności na terenie obecnej gminy wynosiła 1029 mieszkańców. 
Gmina została utworzona 1 stycznia 2016 roku z połączenia trzech wcześniejszych gmin: Parpeçay, Sainte-Cécile oraz Varennes-sur-Fouzon. Siedzibą gminy została miejscowość Varennes-sur-Fouzon.